# Scottish Episcopal Church

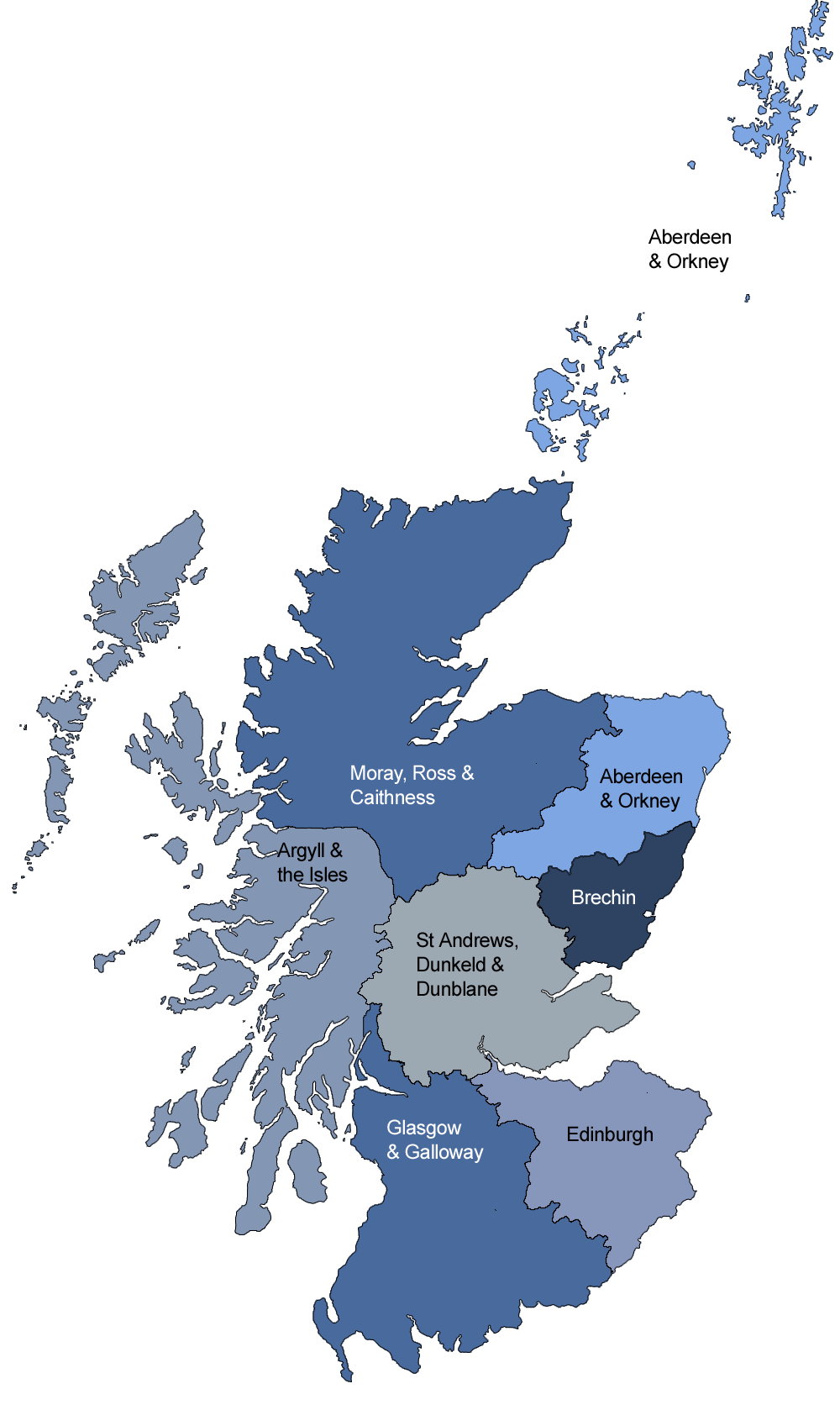
Karte der Diözesen der Scottish Episcopal Church

Die Scottish Episcopal Church (schott.-gäl.: Eaglais Easbaigeach na h-Alba, dt. Schottische Episkopalkirche) ist eine Mitgliedskirche der Anglikanischen Gemeinschaft.

## Geschichte
In der Geschichte der Reformation in Schottland entwickelte sich der Presbyterianismus im Laufe des 17. Jahrhunderts zur bei weitem stärksten Richtung. Er prägte die Church of Scotland. Einer seiner Grundsätze – dieser wurde sogar namengebend – ist die Leitung der Kirche durch Presbyter (Älteste). Demgegenüber hielt eine Minderheit der Gläubigen und insbesondere des Klerus in der Auseinandersetzung mit der presbyterianischen Mehrheit am Prinzip der bischöflichen (episkopalen) Leitung fest. Als sie 1689, nach der Glorious Revolution, aufgefordert wurden, den Treueid auf den neuen König Wilhelm III. zu leisten, lehnten zahlreiche episkopal gesinnte schottische Bischöfe und Geistliche dies ab und wurden daraufhin als „Non-Jurors“ („Nicht-Schwörer“) amtsenthoben oder von presbyterianisch gesinnten Gläubigen vertrieben. Daraufhin trennten sie sich 1690 von der Church of Scotland. Im Laufe der folgenden Jahre konstituierten sie die Episcopal Church in Scotland (so der erste Name, später Episcopal Church of Scotland). Nach der Vereinigung von England und Schottland im Jahr 1707 wurde die Episcopal Church of Scotland im Scottish Episcopalians Act 1711 gesetzlich anerkannt.
Nachdem sich überdurchschnittlich viele „Episcopalians“ (Anhänger der Episcopal Church of Scotland) 1715 am Ersten Jakobitenaufstand beteiligt hatten, wurden der Episcopal Church 1719 per Gesetz zahlreiche Beschränkungen auferlegt. U.a. durften an einem Gottesdienst – abgesehen von den Familienangehörigen des Geistlichen – höchstens neun Gläubige teilnehmen. Nach dem Zweiten Jakobitenaufstand 1745 zerstörten englische Truppen zahlreiche episkopale Kirchen. Die Strafgesetze (Penals Acts) wurden im Folgejahr verschärft: Fortan durften höchstens vier Gläubige gleichzeitig an einem Gottesdienst teilnehmen. Deshalb feierten die Geistlichen sonntags an einem Ort bis zu 15 Gottesdienste hintereinander, dazu weitere an den Wochentagen. Außerdem wurde den episkopalen Gläubigen das Wahlrecht entzogen; sie durften kein öffentlichen Ämter ausüben oder an einer Universität studieren. 1792 wurden die Strafgesetze gegen die Episcopalians aufgehoben. Allerdings wurden die von der Church of Scotland übernommenen Kirchen den episkopalen Gemeinden nicht zurückgegeben.
Seit der zweiten Hälfte des 19. Jahrhunderts entstanden in der Episcopal Church of Scotland vier ordensähnliche Frauengemeinschaften, darunter die Community of Saint Margaret of Scotland, die von 1864 bis 2002 bestand. Im Jahr 1900 zählte die Episcopal Church in Schottland gut 124.000 Mitglieder in 356 Gemeinden.
Im Jahr 1973 wurde die Beschränkung des Klerus auf hauptamtliche Theologen aufgehoben: Damals wurden erstmals Laien ordiniert, die kein volles Theologiestudium absolviert hatten und weiterhin einem Zivilberuf nachgingen. 1994 wurden die ersten Frauen ordiniert. Die Generalsynode von 2002 ermöglichte auch die Bischofsweihe für Frauen. Im Juni 2017 ermöglichte die Generalsynode die Trauung gleichgeschlechtlicher Paare.

## Gliederung, Leitung und Mitgliedschaft
Die Scottish Episcopal Church besteht aus sieben Diözesen:
| Diözese                                      | Gemeinden | Kathedrale                      | Kathedrale | Lage der Diözesen in Schottland | Webseite                |
| -------------------------------------------- | --------- | ------------------------------- | ---------- | ------------------------------- | ----------------------- |
| Diözese von Aberdeen und Orkney              | 47        | St Andrew’s Cathedral, Aberdeen |            |                                 | aberdeen.anglican.org   |
| Diözese von Argyll und The Isles             | 33        | St John’s Cathedral, Oban       |            |                                 | argyll.anglican.org     |
| Diözese von Argyll und The Isles             | 33        | Cathedral of The Isles          |            |                                 | argyll.anglican.org     |
| Diözese von Brechin                          | 29        | St Paul’s Cathedral, Dundee     |            |                                 | thedioceseofbrechin.org |
| Diözese von Edinburgh                        | 57        | St Mary’s Cathedral, Edinburgh  |            |                                 | edinburgh.anglican.org  |
| Diözese von Glasgow und Galloway             | 65        | St Mary’s Cathedral, Glasgow    |            |                                 | glasgow.anglican.org    |
| Diözese von Moray, Ross und Caithness        | 39        | Inverness Cathedral             |            |                                 | moray.anglican.org      |
| Diözese von St Andrews, Dunkeld und Dunblane | 53        | St Ninian’s Cathedral, Perth    |            |                                 | standrews.anglican.org  |

Die Leitung obliegt dem Bischofskollegium (College of Bishops), dessen Sprecher ein Primas ohne festen Sitz ist. Außerdem tagt alljährlich die Synode (General Synod). Sitz der Kirche ist Edinburgh.
Die Mitgliederzahl liegt bei etwa 27.585. Die Church of Scotland und die römisch-katholische Kirche sind somit weit mitgliederstärker.
Die Scottish Episcopal Church ist Mitglied der Porvoo-Gemeinschaft, mit deren Kirchen sie volle Kirchengemeinschaft vereinbart hat.